# Ітр (Бельгія)
Ітр (валлон. Ite; нід. Itter) — муніципалітет Валлонії, розташований у бельгійській провінції Валлонський Брабант. Після об'єднання бельгійських муніципалітетів у 1977 році муніципалітет складається з трьох районів: Верхній Ітр, Ітр та Вірджинал-Самме.
Ітр був географічним центром Бельгії до Першої світової війни. Географічний центр було перенесено до Вальгайна через виділення східних кантонів (Ейпен-Мальмеді) Бельгії (Версальський договір).

## Історія
Перекази згадують про існування села Ітр приблизно в 640 році, хоча назва вперше задокументована в 877 році. Але це місце вже було заселене в римський період і навіть в епоху неоліту.